# Villa Collemandina
Villa Collemandina è un comune italiano di 1 150 abitanti della Garfagnana in provincia di Lucca, facente parte del Parco Nazionale dell'Appennino Tosco-Emiliano.

## Geografia fisica
Il comune di Villa Collemandina si trova nella zona della Garfagnana centrale, nell'alta valle del Serchio; dista dal capoluogo provinciale 55 km.
Il territorio comunale occupa una superficie di 34,79 chilometri quadrati ed è caratterizzato da un paesaggio collinare nella parte sud e media e alta montagna appenninica a nord; è attraversato da nord-est a sud da Il Fiume o torrente Corfino, affluente sinistro del fiume Serchio. La differenza altimetrica risulta compresa tra i 452 e i 1982 m s.l.m. di Monte Vecchio sul crinale appenninico, ciò fa sì che il territorio sia ricco di castagneti alternati a coltivi e prati nella parte più bassa, mentre in altitudine troviamo faggete e boschi di conifere, fino alle praterie appenniniche di alta quota. 
Al centro del comune si trova il massiccio montuoso della Pania di Corfino (1603 m s.l.m.), che con il suo aspetto roccioso, domina su tutta la zona meridionale comunale e buona parte della valle del Serchio.
Il comune è formato da sette paesi: Villa Collemandina (capoluogo e sede comunale) e le frazioni di Canigiano, Corfino, Magnano, Massa Sassorosso, Pianacci, Sassorosso.

## Storia
Il territorio fu abitato da una società mista di Etruschi, e Liguri Apuani lungo le rotte di comunicazione verso il nord Italia fino alla conquista dei Romani nel 180 a.C. circa. Dalla fine del X secolo fu feudo dei Cunimondinghi a partire da Rodilando figlio di Cunimondo IV signore di Villa Collemandina e di Castelvecchio di Garfagnana.
Dal nome dei signori Cunimondinghi, derivò l’appellativo Collemandina o Collemandrina, con cui è qualificato tutt’oggi il paese.
Durante il XIII secolo il paese fu dominato dalla famiglia dei De Nobili che nel 1265 cedettero il loro feudo al vicino comune di Castiglione di Garfagnana sotto l'influenza lucchese. Nel 1430 tutto il territorio passò sotto il dominio del Ducato Estense e vi rimase fino all'Unità d'Italia. Fra il 1803 e il 1806 ci fu la cosiddetta soppressione con relativa fusione dei piccoli comuni autonomi (al tempo corrispondenti a quattro), formandosi così l'attuale comune di Villa Collemandina.
Il giorno 7 settembre 1920 il capoluogo fu l'epicentro del terremoto che sconvolse tutta la Garfagnana (vedi Terremoto della Garfagnana e della Lunigiana del 1920), causando in paese 29 vittime. In questo tragico evento il vecchio paese medievale fu completamente raso al suolo e, anche se negli anni immediatamente successivi fu ricostruito, la distruzione provocata dal sisma ne cambiò per sempre la fisionomia.
Nel 1923 il comune, insieme a tutti gli altri comuni della Garfagnana, fu separato dalla provincia di Massa Carrara per entrare a far parte della provincia di Lucca. 

### Simboli
Lo stemma e il gonfalone sono stati concessi con decreto del presidente della Repubblica del 9 marzo 1964.

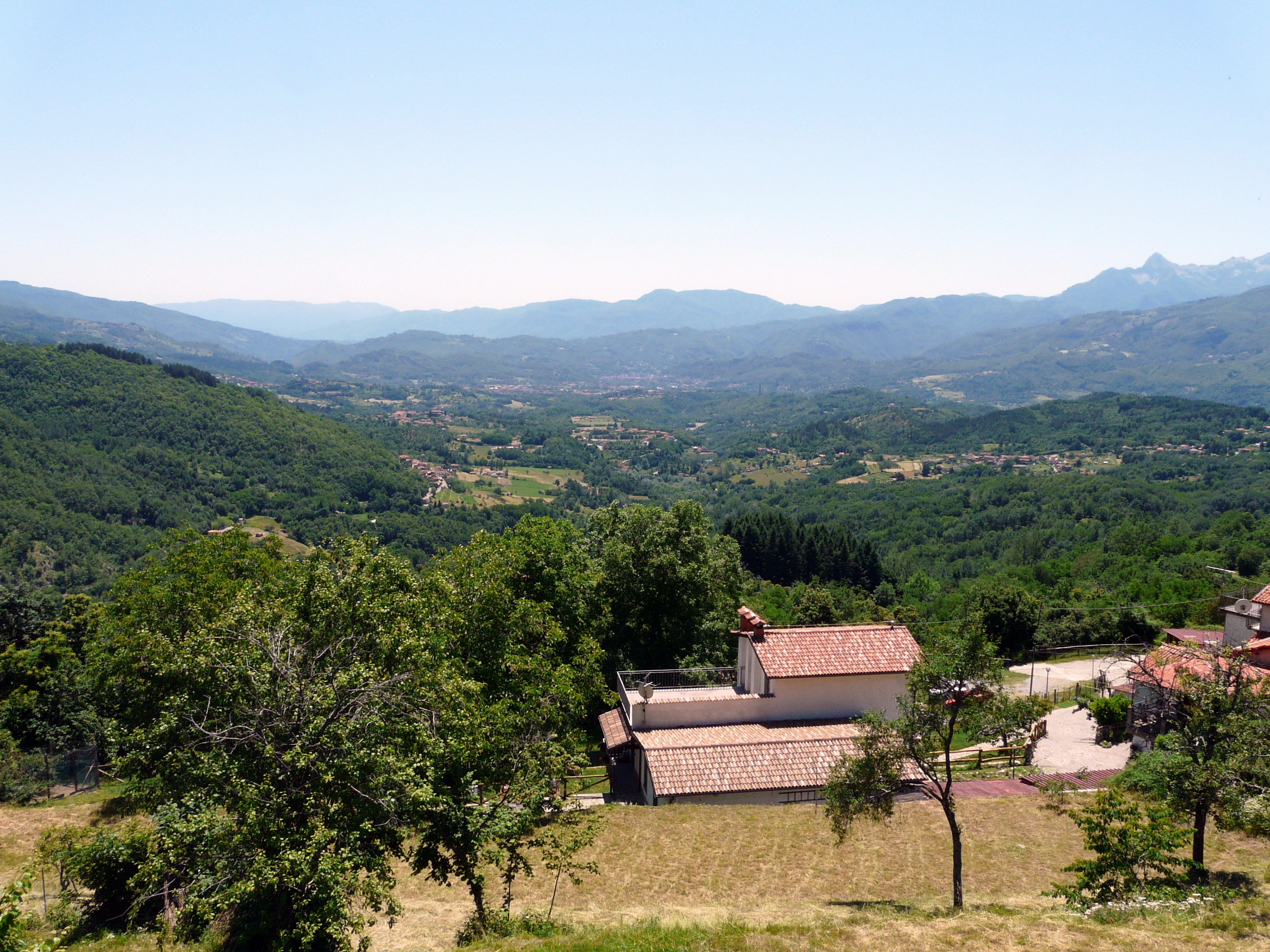
Panorama da Corfino

Stemma
Gonfalone

## Monumenti e luoghi d'interesse
- Il centro storico di Corfino
- Pania di Corfino
- Il borgo di Sassorosso
- Diga e Lago di Villa Collemandina
- Il ponte Attilio Vergai
- Giardino Botanico "Maria Ansaldi" Pania di Corfino

### Chiese

#### Parrocchiali

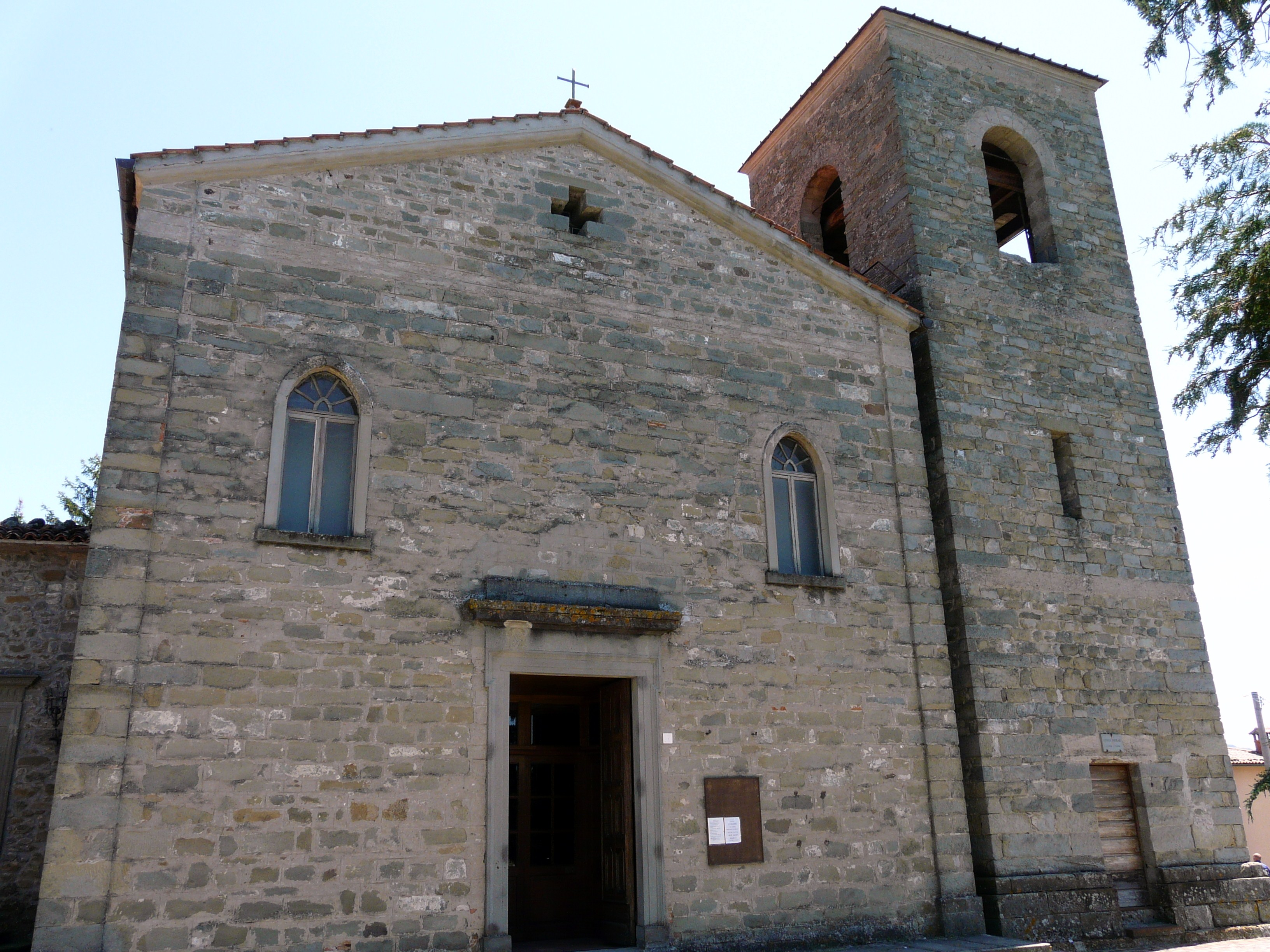
La chiesa dei Santi Sisto e Margherita

- Chiesa dei Santi Sisto e Margherita Martiri a Villa Collemandina
- Chiesa di San Lorenzo Martire a Corfino
- Santuario della Madonna del Perpetuo Soccorso a Corfino
- Chiesa di San Michele Arcangelo a Sassorosso
- Chiesa di San Leonardo Abate a Canigiano
- Chiesa di San Michele Arcangelo a Massa Sassorosso
- Chiesa di Santa Maria Assunta a Magnano
- Chiesa della Madonna di Caravaggio a Pianacci

#### Oratori
- Oratorio dei Santi Fabiano e Sebastiano (detto del Suffragio) a Corfino
- Oratorio di Sant'Antonio da Padova in località Sulcina a Corfino
- Oratorio di Santa Maria Maddalena in località Campaiana a Corfino
- Oratorio della Madonna di Loreto a Magnano

## Società

### Evoluzione demografica
Abitanti censiti

### Etnie e minoranze straniere
Le nazionalità maggiormente rappresentate in base alla loro percentuale sul totale della popolazione residente erano:
- Marocco 19 1,36%
- Romania 16 1,14%

## Amministrazione
- Classificazione sismica: zona 2 (sismicità medio-alta), Ordinanza PCM 3274 del 20/03/2003
- Classificazione climatica: zona E, 2792 GR/G
- Diffusività atmosferica: bassa, Ibimet CNR 2002

Di seguito è presentata una tabella relativa alle amministrazioni che si sono succedute in questo comune.
| Periodo        | Periodo        | Primo cittadino  | Partito                          | Carica  | Note  |
| -------------- | -------------- | ---------------- | -------------------------------- | ------- | ----- |
| 15 giugno 1985 | 19 maggio 1990 | Francesco Pioli  | lista civica                     | Sindaco | [ 7 ] |
| 18 giugno 1990 | 24 aprile 1995 | Francesco Pioli  | Democrazia Cristiana             | Sindaco | [ 7 ] |
| 24 aprile 1995 | 14 giugno 1999 | Francesco Pioli  | Partito Popolare Italiano        | Sindaco | [ 7 ] |
| 14 giugno 1999 | 14 giugno 2004 | Francesco Pioli  | centro                           | Sindaco | [ 7 ] |
| 14 giugno 2004 | 8 giugno 2009  | Dorino Tamagnini | lista civica                     | Sindaco | [ 7 ] |
| 8 giugno 2009  | 26 maggio 2014 | Dorino Tamagnini | lista civica                     | Sindaco | [ 7 ] |
| 26 maggio 2014 | 27 maggio 2019 | Dorino Tamagnini | lista civica Tradizione e futuro | Sindaco | [ 7 ] |
| 27 maggio 2019 | in carica      | Francesco Pioli  | lista civica Tradizione e futuro | Sindaco | [ 7 ] |